# Giardino di Archimede
Le giardino di Archimede  (jardin d’Archimède) est le nom donné à un musée entièrement consacré aux mathématiques et à leurs applications. Il se trouve dans le quartier de l'Isolotto dans la commune de Florence en Toscane.

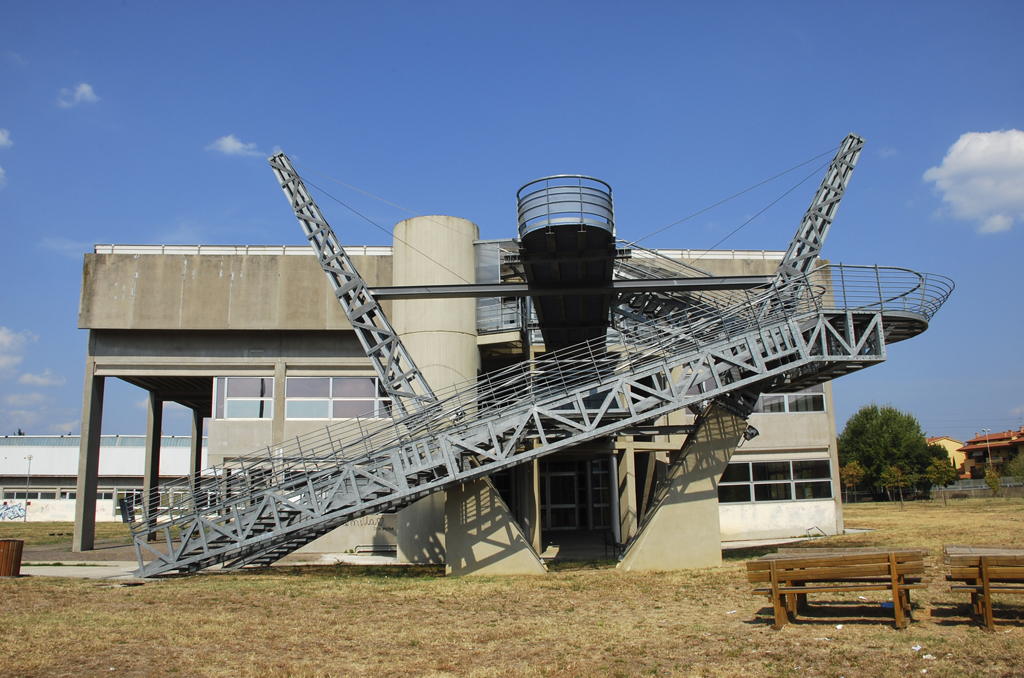
Entrée principale du musée.

Ouvert au public le 14 avril 2004, c'est un espace muséal qui permet une approche des mathématiques de manière interactive et ludique.

## Description
Il est géré par un consortium d'Universités et d'organismes publics ; ses membres sont l'Université de Florence, l'École normale supérieure de Pise, l'Université de Pise, l'Université de Sienne la Province de Florence, l'Unione Matematica Italiana (it) et l'Istituto Nazionale di Alta Matematica (it).

### Le musée
Il s'articule en trois parcours thématiques :
- le premier s'intitule  Oltre il compasso. La geometria delle curve (Au-delà du compas. La géométrie des courbes) qui, lors de différentes expositions en Italie et à l'étranger, a accueilli plus d'un demi-million de visiteurs ;
- La deuxième partie, appelée Pitagora e il suo teorema (Pythagore et son théorème), présente une série de puzzles à l'aide desquels le visiteur découvrira les facettes du très célèbre théorème de géométrie ;
- enfin, la troisième section au titre Un ponte sul Mediterraneo (Un pont sur la méditerranée) retrace les péripéties de Leonardo Fibonacci et de son Liber Abaci et illustre le passage des mathématiques du monde arabe à l'Europe médiévale.

## Sources
- (it) Cet article est partiellement ou en totalité issu de l’article de Wikipédia en italien intitulé « Giardino di Archimede » (voir la liste des auteurs).